# Test sulle perdite di idrogeno
Un test sulle perdite di idrogeno è un test svolto su contenitori e installazioni che contengono idrogeno sotto pressione per verificare l'assenza di falle e/o crepe da cui l'idrogeno potrebbe fuoriuscire.

## Test idrostatico
Nel test idrostatico il contenitore è riempito con un liquido quasi incomprimibile, solitamente acqua oppure olio, ed esaminato in cerca di falle o cambiamenti di forma permanenti. La pressione a cui è sottoposto è maggiore della pressione di utilizzo (spesso 150%) per dare un margine di sicurezza.

## Test di esplosività
Nel test di esplosività il contenitore è riempito con un gas e analizzato alla ricerca di falle. La pressione utilizzata nel test è il doppio di quella di utilizzo.

## Test per falle a elio
Il test per falle a elio è utilizzato per trovare le falle usa l'elio (il più leggero gas inerte) come un gas tracciabile e lo individua in concentrazioni di minimo 1 parte su 10 000 000. L'elio si sceglie principalmente perché si insinua nelle piccole falle velocemente. Di solito si crea il vuoto all'interno dell'oggetto con una pompa esterna. In alternativa l'elio può essere iniettato nel contenitore. In questo caso il test di esplosività e di ricerca delle falle possono essere combinati in un'unica operazione.

## Rilevamento di idrogeno
Nel rilevamento di idrogeno il contenitore è riempito con una miscela composta per il 5% da idrogeno e per il 95% da azoto (l'idrogeno in concentrazioni inferiori al 5,7% non è esplosivo). Questo è chiamato tipicamente "test di odorato". Viene utilizzato un handprobe collegato ai microsensori elettronici di rilevamento dell'idrogeno per analizzare l'oggetto. Un segnale sonoro aumenta quando lo strumento viene posto in prossimità delle crepe. Il rilevamento delle falle arriva fino ai 5×10−7 centimetri cubi al secondo. Confrontato con il test ad elio l'idrogeno è meno costoso, non necessita del vuoto e l'attrezzatura potrebbe essere più economica.